# Museo de Metales Preciosos Precolombinos
El Museo de Metales Preciosos Precolombinos se encuentra localizado en la ciudad de La Paz,  Bolivia. Este museo se inauguró en 1984.Funciona en la calle Jaén, en un inmueble histórico que es parte del patrimonio cultural boliviano, con categoría monumental.

## Historia
Fritz Buck inició su colección con objetos que compró en Perú, país donde llegó primero. Posteriormente se instaló en la ciudad de La Paz, donde comenzó a trabajar en su joyería.
Se instaló en el barrio de Sopocachi, lugar en el cual enseñaba su colección privada.
El municipio de La Paz, al enterarse de esto, le solicita la donación de su colección al Museo Municipal Emeterio Díaz Villamil, el único que existía en ese entonces.  Buck rechaza la solicitud por lo que el órgano municipal se ocupa de extender una orden de expropiación, a la cual Buck escapa vendiendo la colección en dos ocasiones, primero a su hijo y luego a su esposa. No obstante, ante la insistencia del gobierno municipal, Buck toma la decisión de donar la colección a la República de Alemania, la que prepara su salida del país.
Luego de conversaciones diplomáticas tras la alarma del gobierno municipal y la muerte de Fritz Buck, la operación termina por detenerse con la única condición germana de que se construya en la ciudad de La Paz un museo especial para poder albergar la colección.

## Edificio

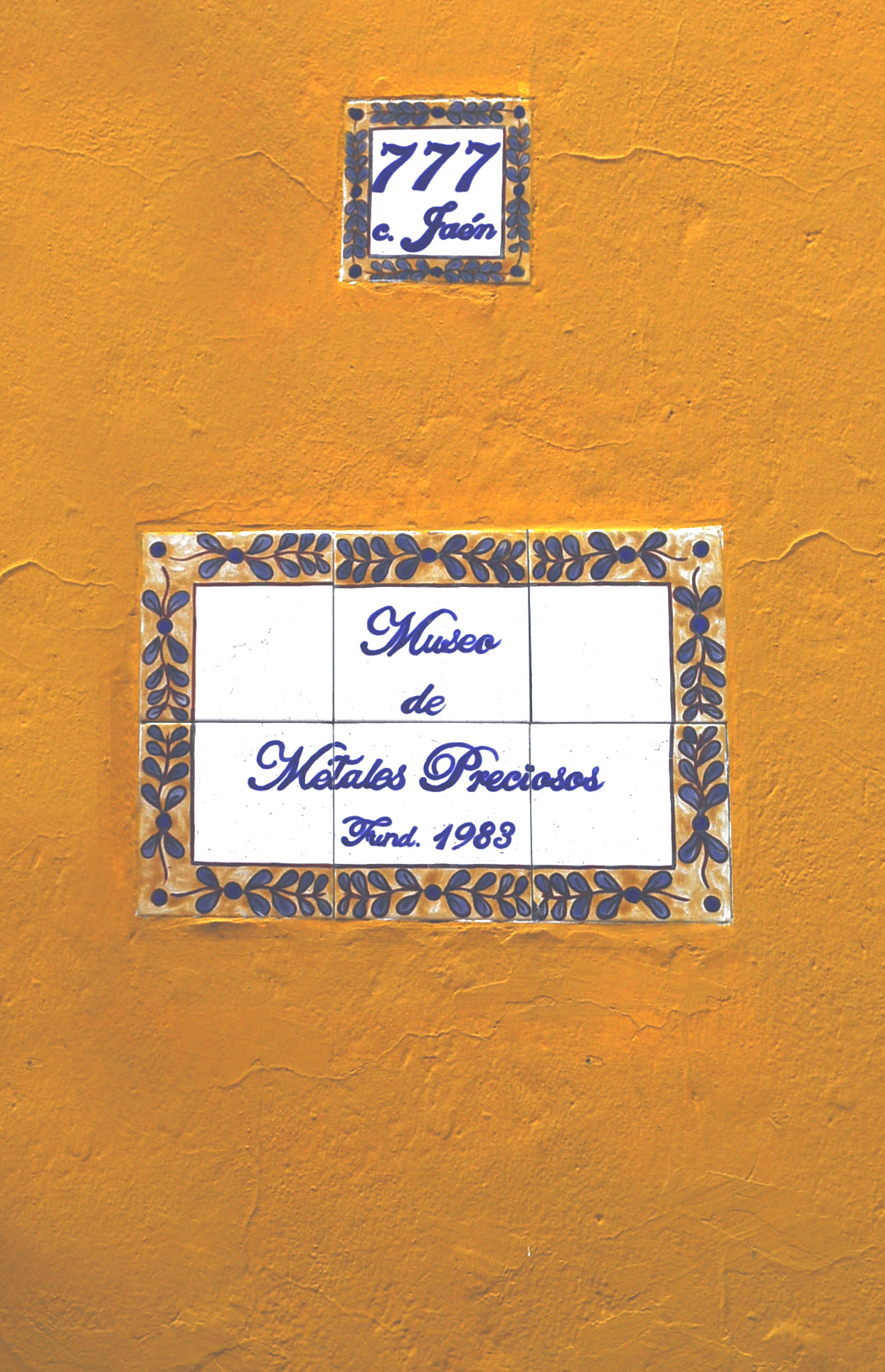
Plaqueta del Museo

En ese momento, la posibilidad de construir un museo como infraestructura para albergar una única colección no existía  por lo que el municipio determina que se ubicaría en la casa que fuera de Apolinar Jaén para adecuarla a las exigencias de un museo que albergaría esta colección.
En un principio, se denominó "Museo del Oro" para después convertirse en el actual "Museo de Metales Preciosos Precolombinos".

## Colecciones
El museo cuenta con una colección de más de 2000 piezas de piedra, metal y cerámica.  La sala de oro preserva valiosos objetos realizados en este metal, como diademas pectorales, orejeras, adornos de mantas y vestidos, que se atribuyen a la cultura incaica. En la sala de plata se albergan objetos de uso religioso-ceremonial de las culturas Aymara, Mollo, Wankarani, Chiripa, Tiwanaku e Inca.

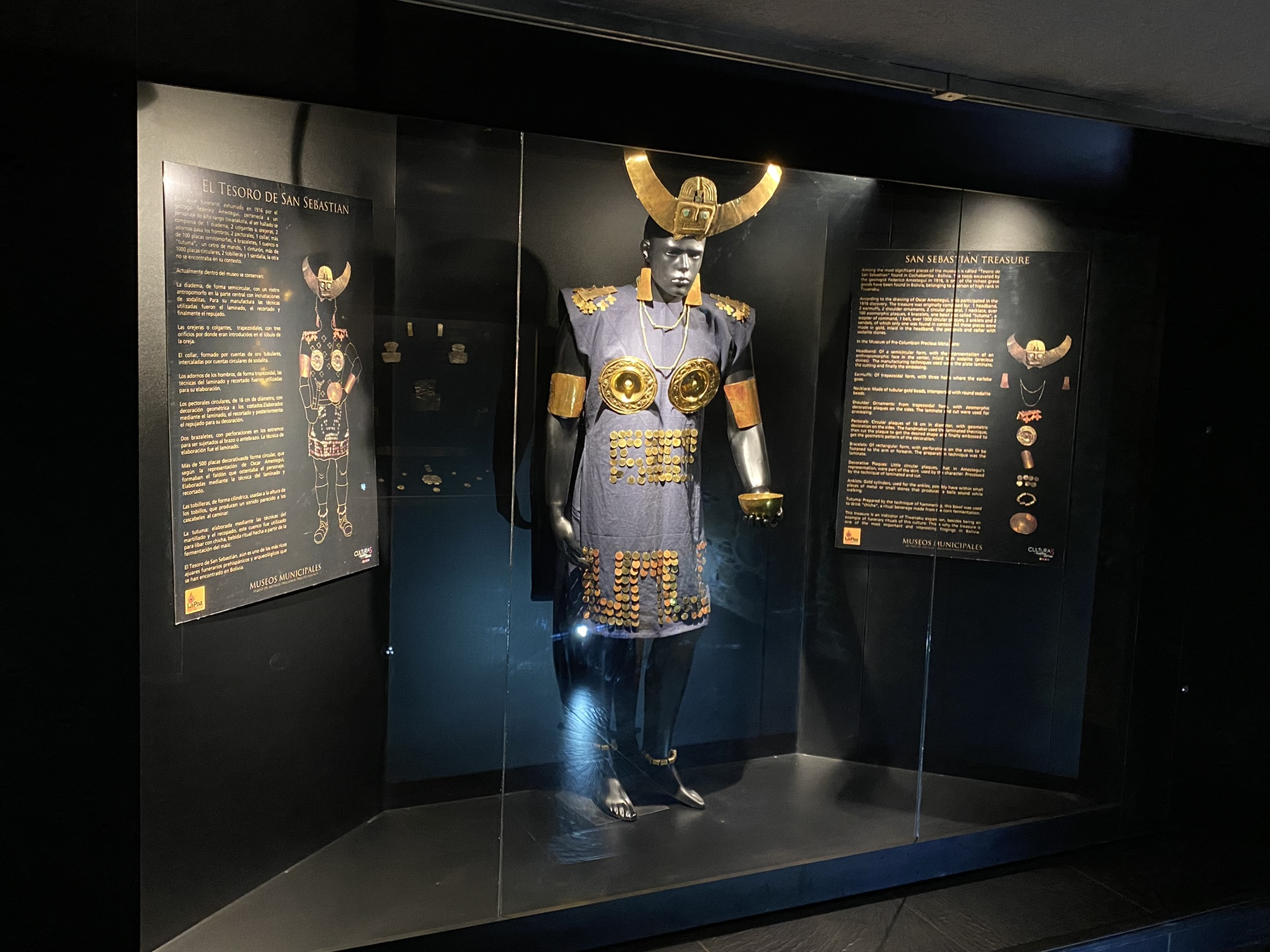
El Tesoro de San Sebastían, expuesto en el Museo de Metales Preciosos de La Paz

Una de las colecciones más importantes que alberga el museo, es el Tesoro de San Sebastián. Descubierto en 1916 en la Colina de San Sebastían en Cochabamba por el geólogo Federico Améstegui, quien durante un paseo con sus hijos encontró cerca de 1000 piezas prehispánicas de oro que habían sido expuestas por una tormenta; que incluyen una diadema, dos pectorales, un recipiente, dos brazaletes, 20 cuentas cilíndricas, dos placas trapezoidales sueltas, aproximadamente 600 lentejuelas pequeñas, dos láminas con siete colgandejos cada una, doce colgandejos sueltos y 24 canutillos, además de varias cuentas circulares de sodalita, un cetro de mando, dos brazaletes, un cinturón, una sola sandalia y aproximadamente 500 lentejuelas más, que en la actualidad se han extraviado. La familia Améstegui tuvo la colección en exposición en su casa hasta que terminaron en poder de Rodolphe Picard, un ciudadano francés que en 1933 fue descubierto tratando de sacar las joyas de Bolivia y que quedaron en custodia del Banco Central de Bolivia hasta que las más de 700 piezas de la colección fueron puestas en custodia del Museo de Metales Preciosos de La Paz. No se sabe su origen, pero se piensa que la colección corresponde a una tumba tiwanacota.

## Galería

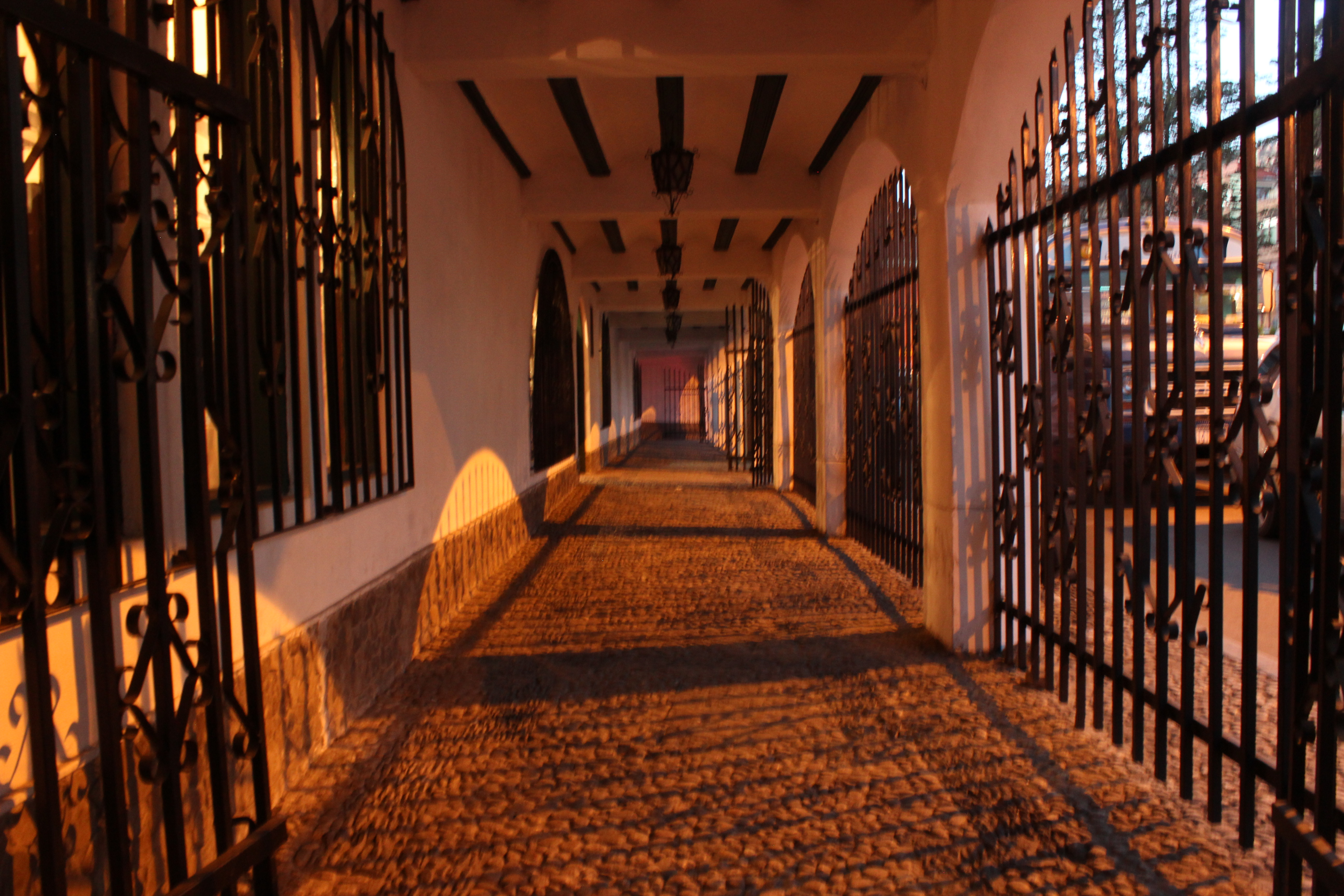
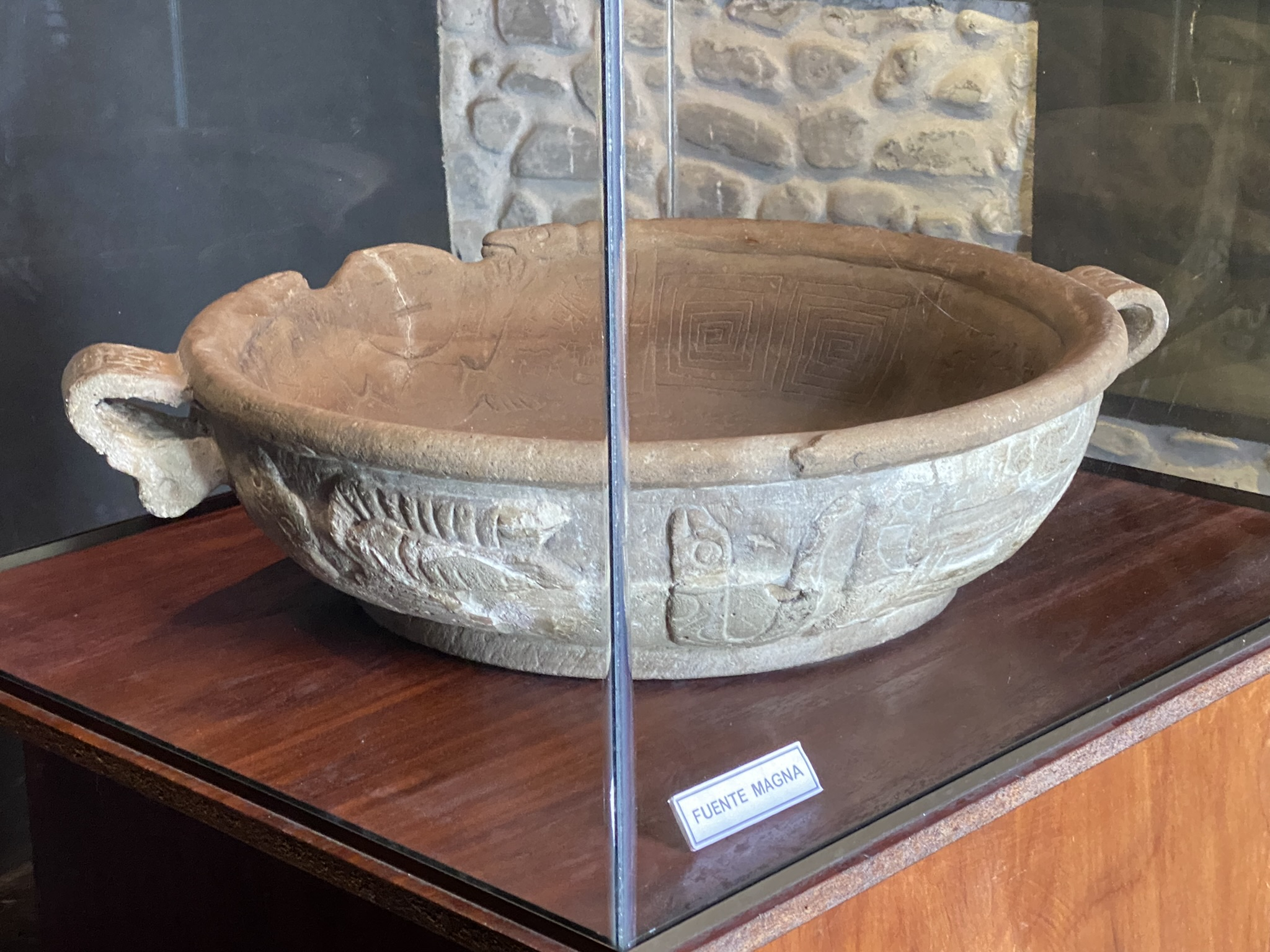
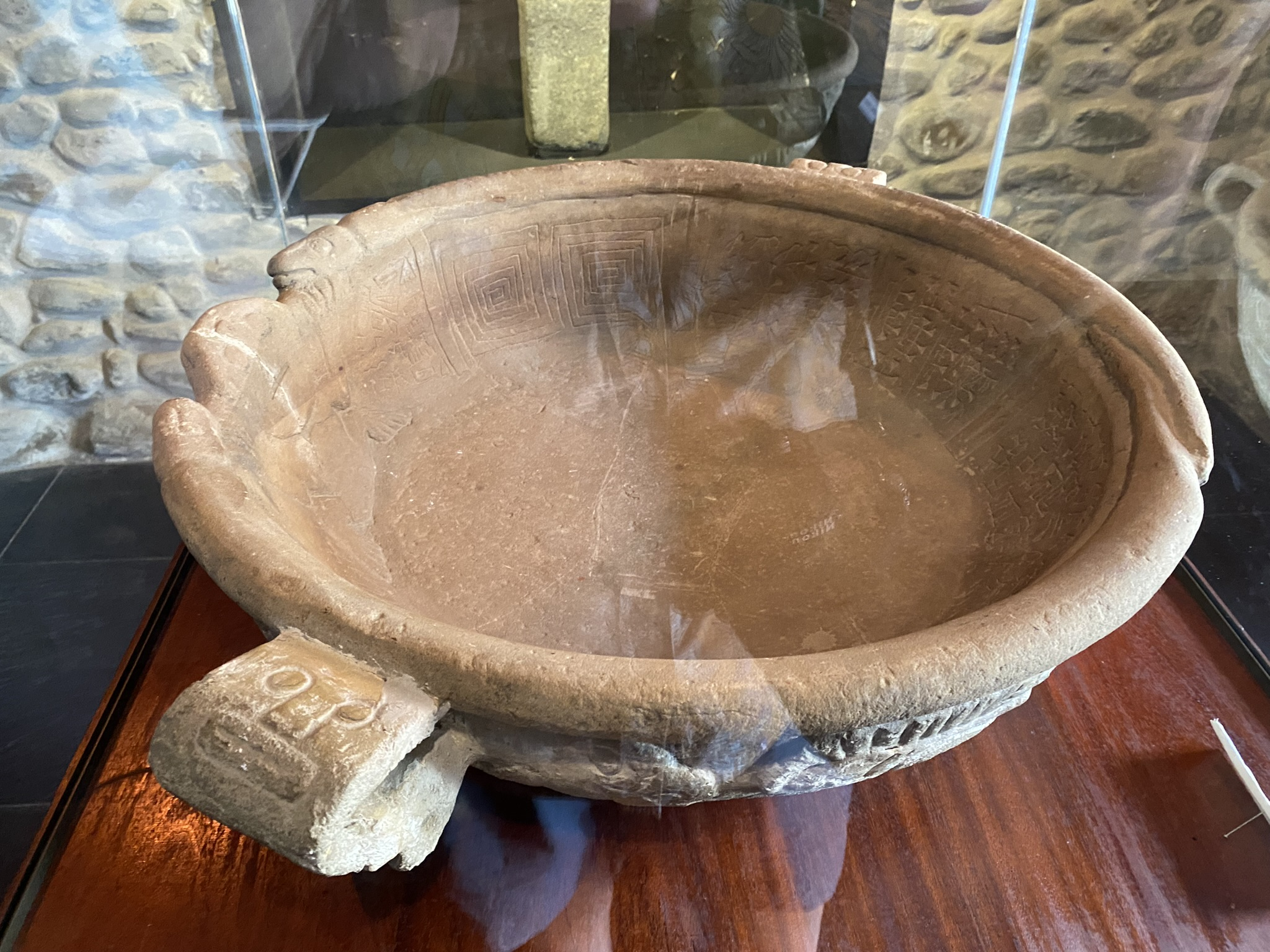
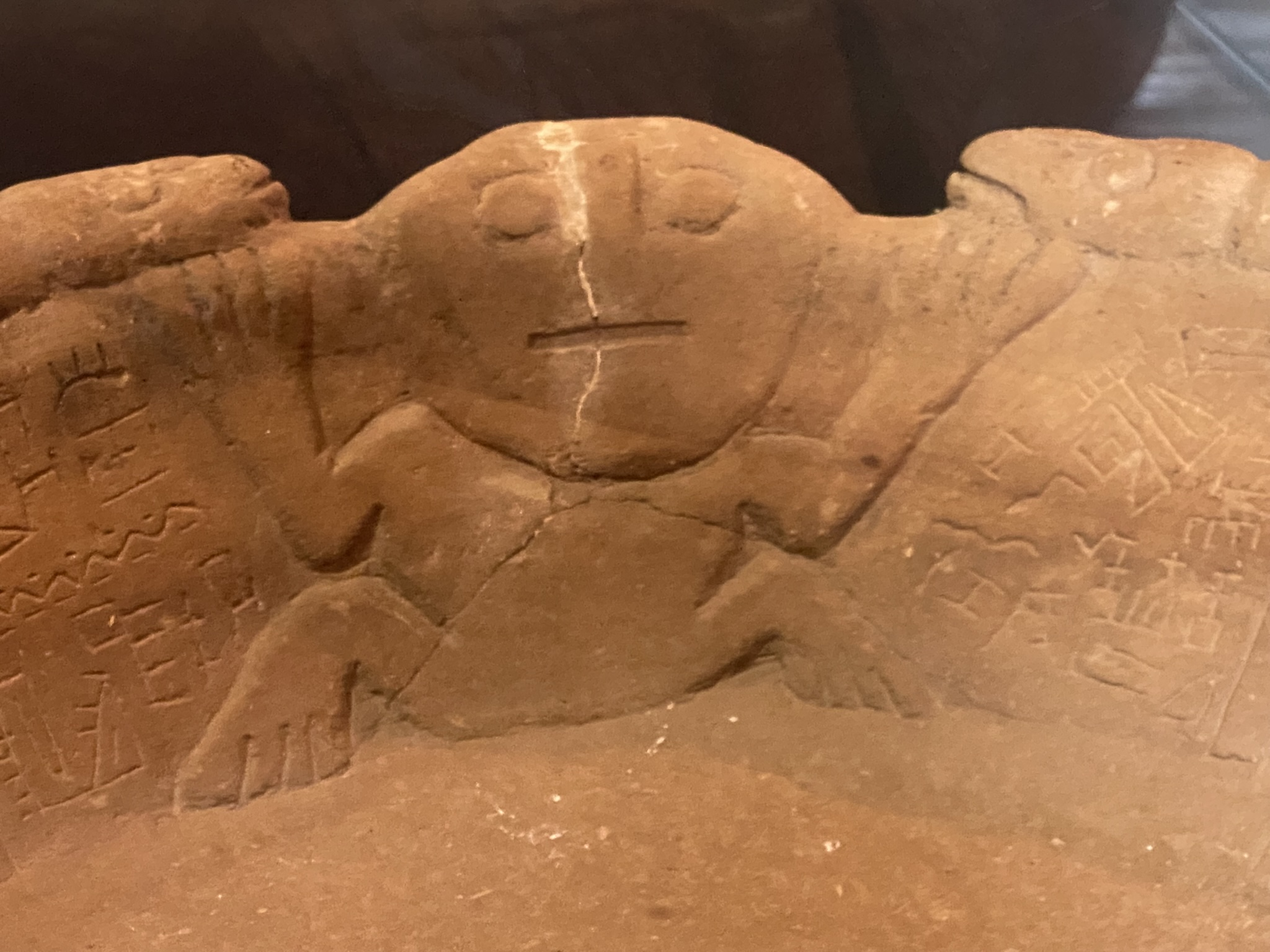
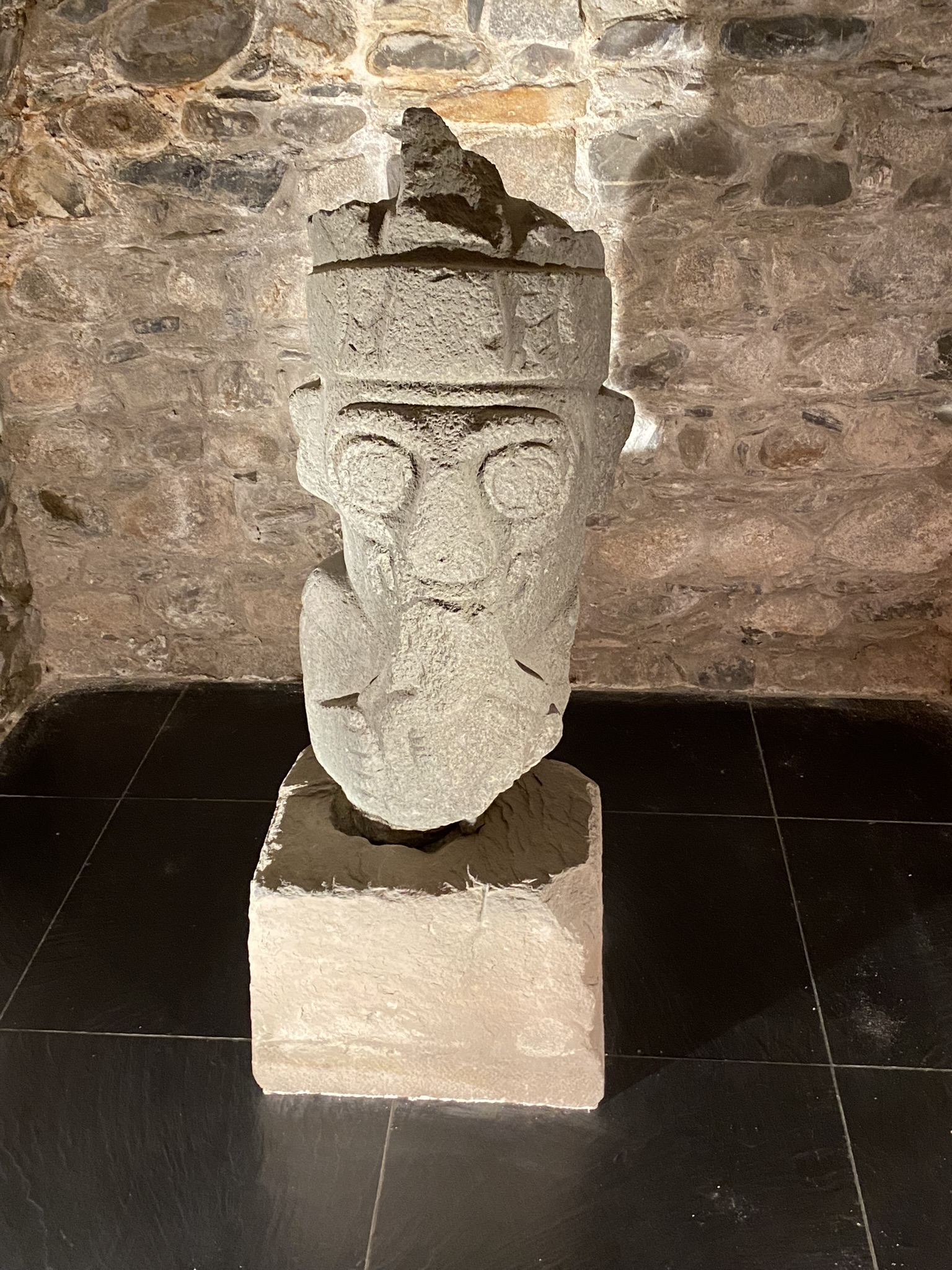
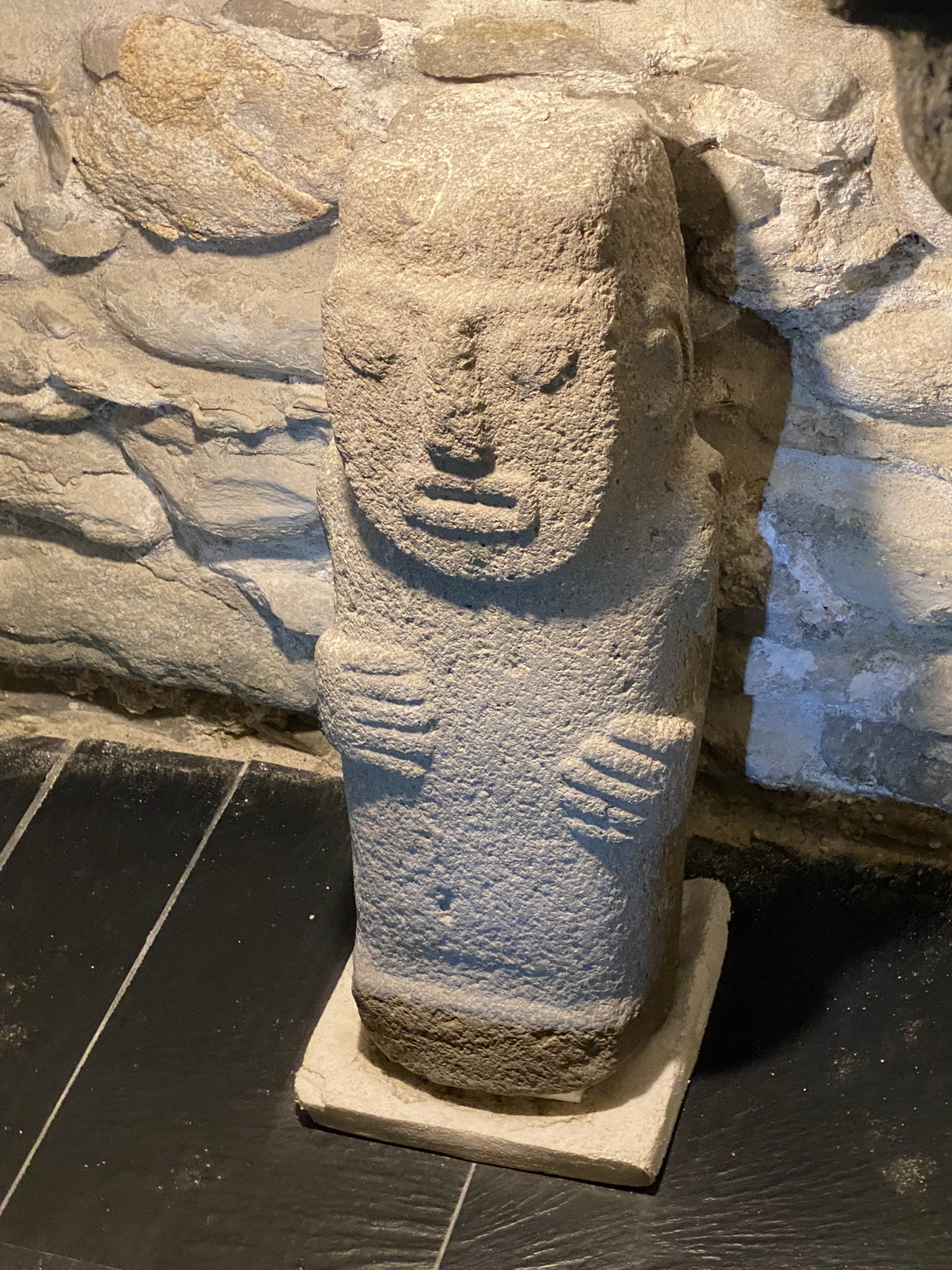
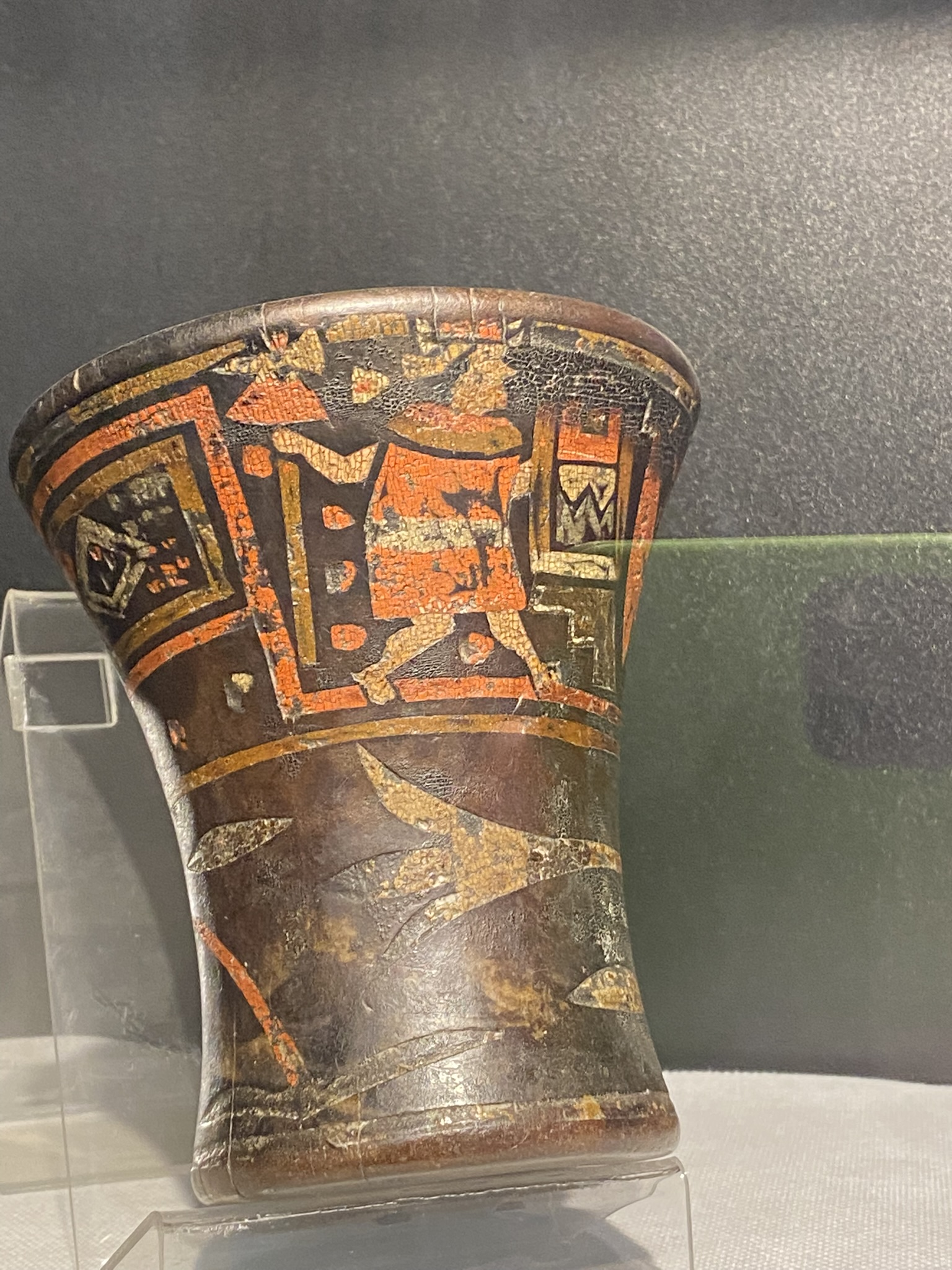
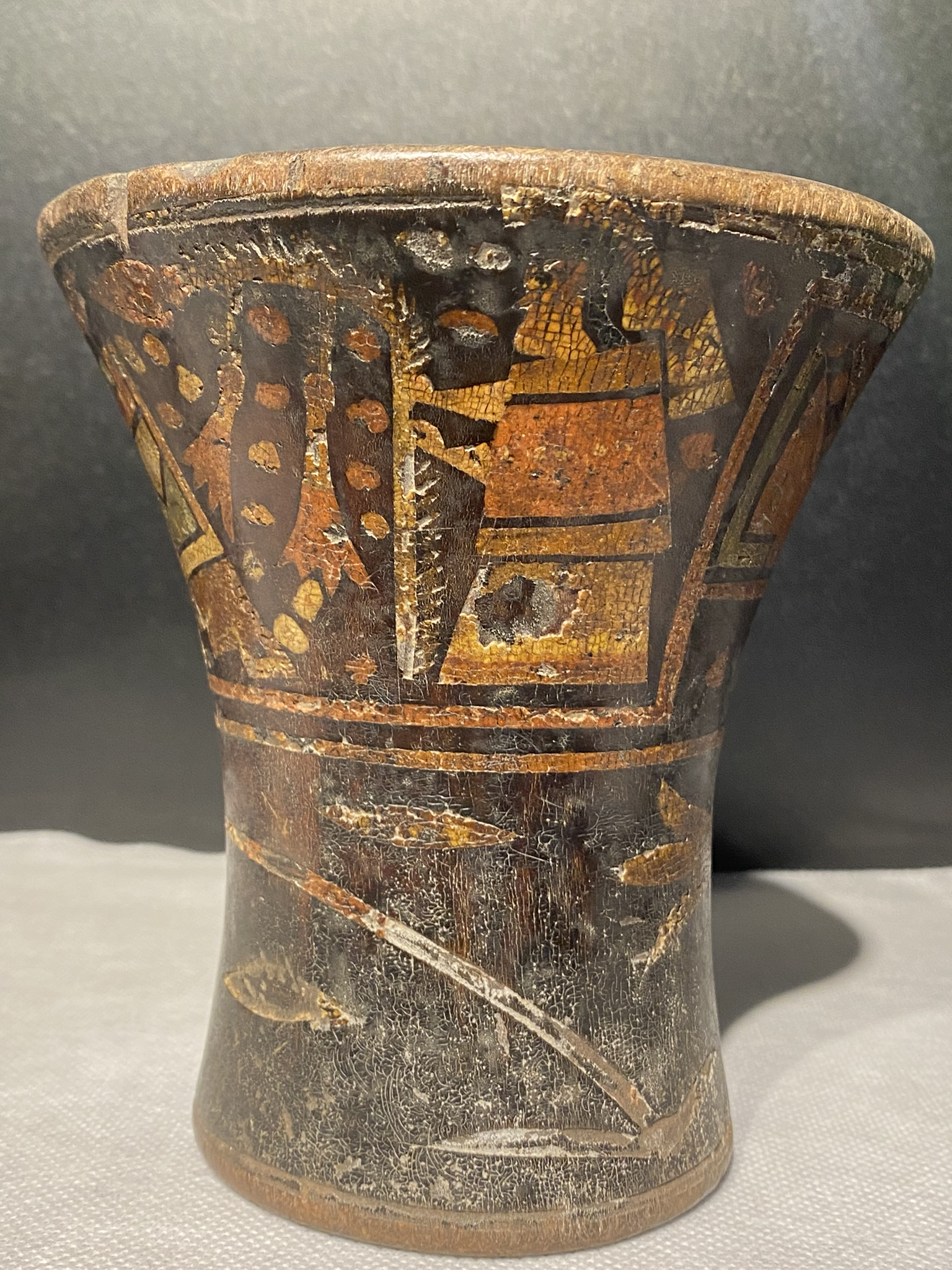
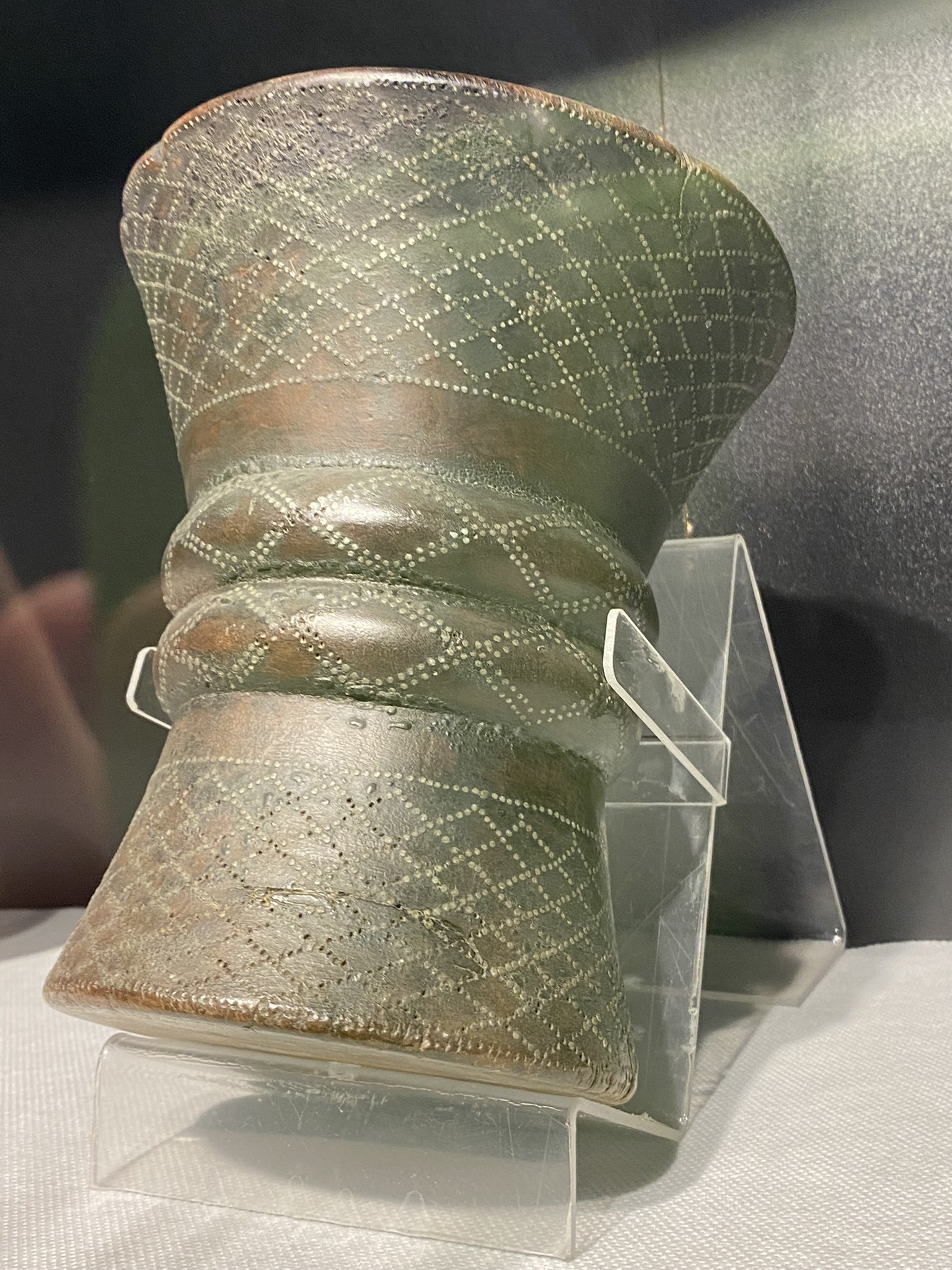
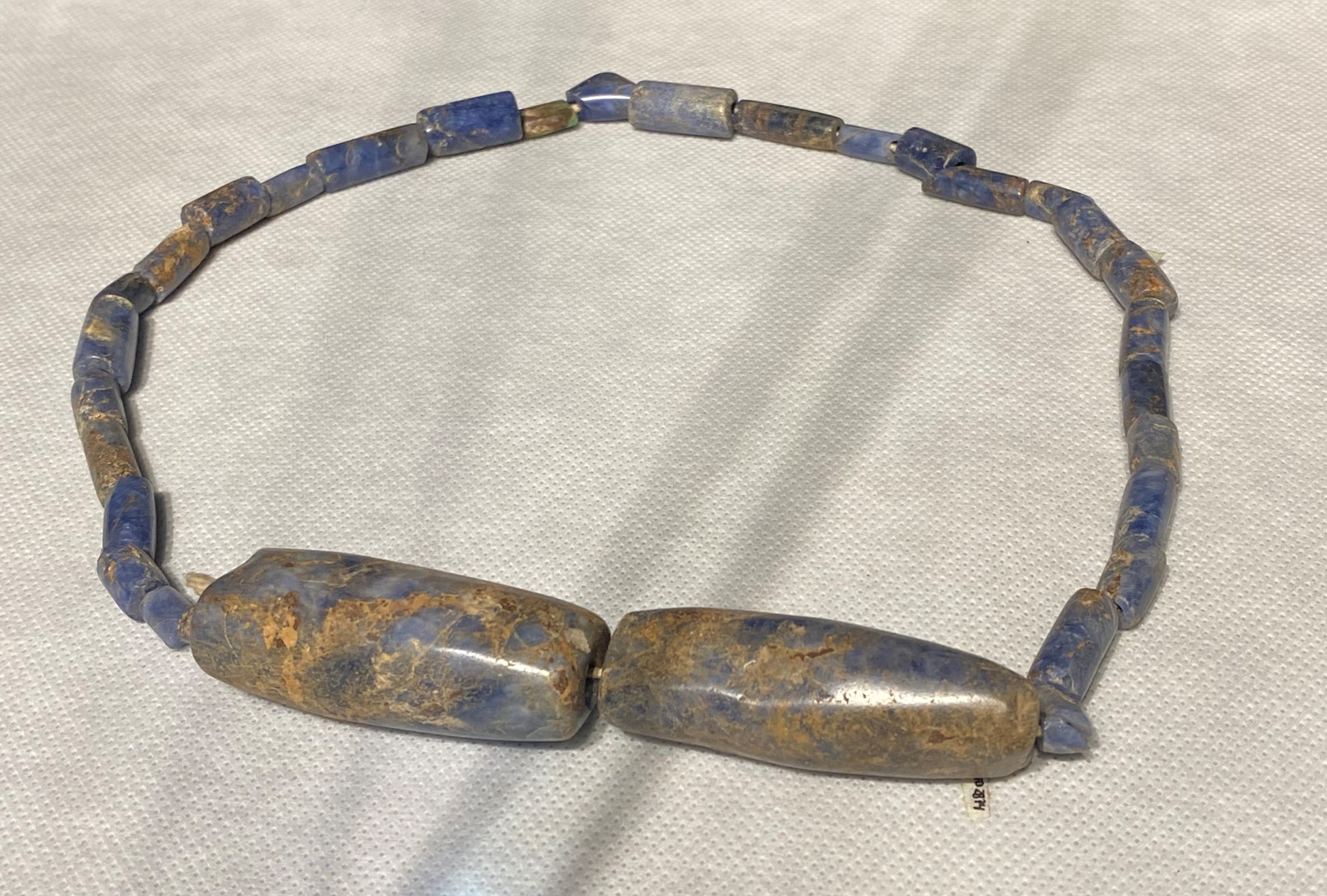
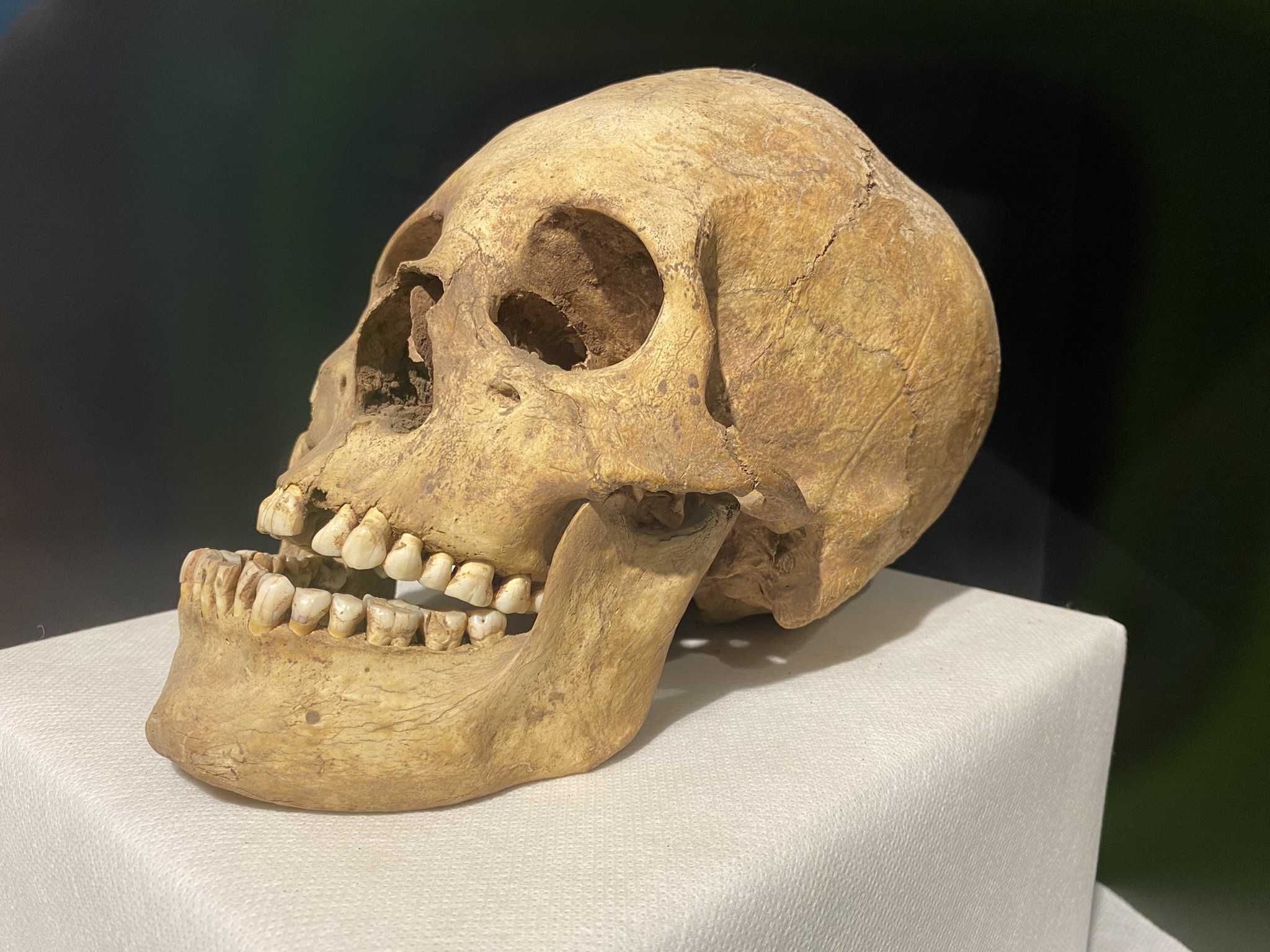
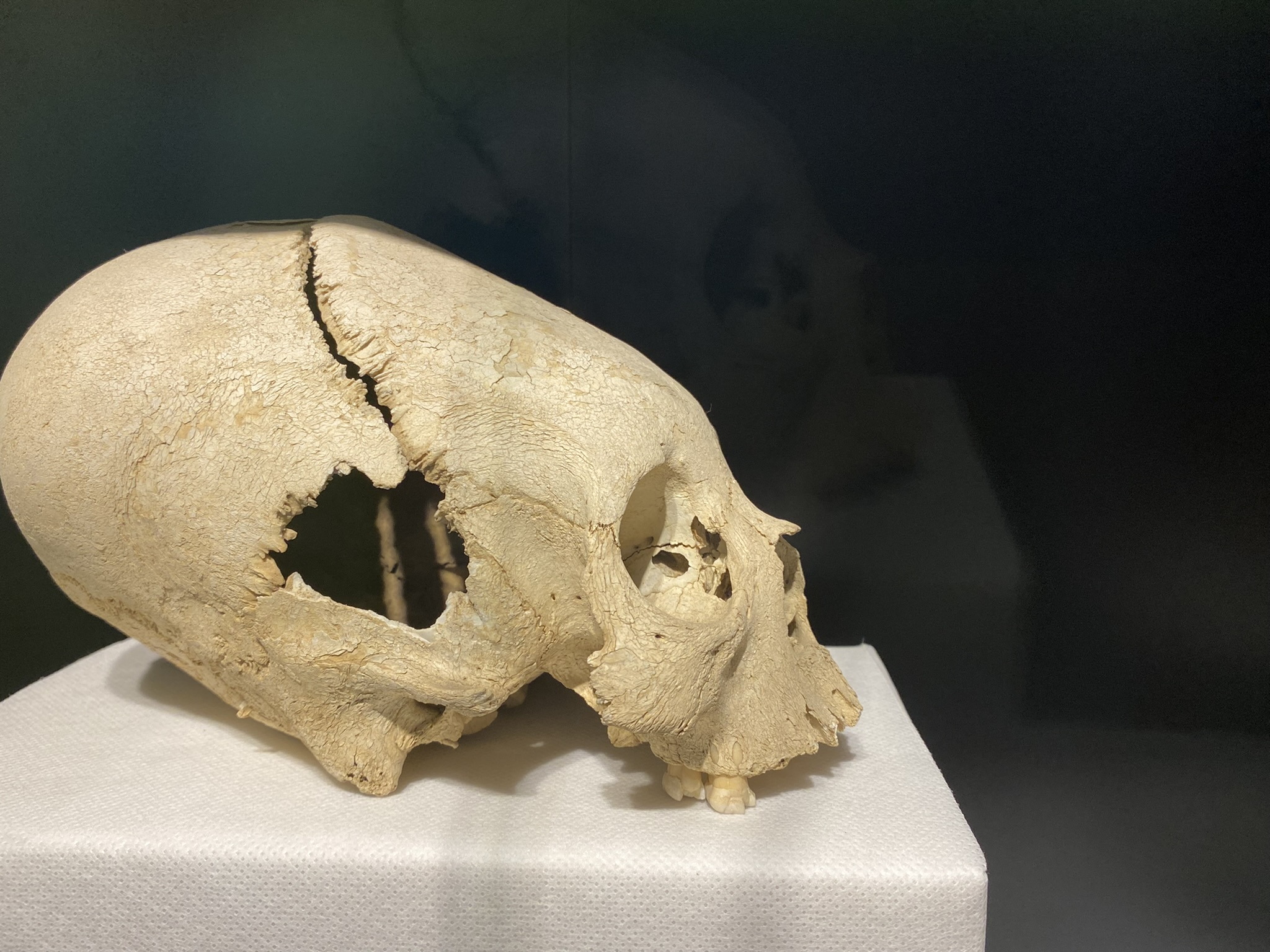
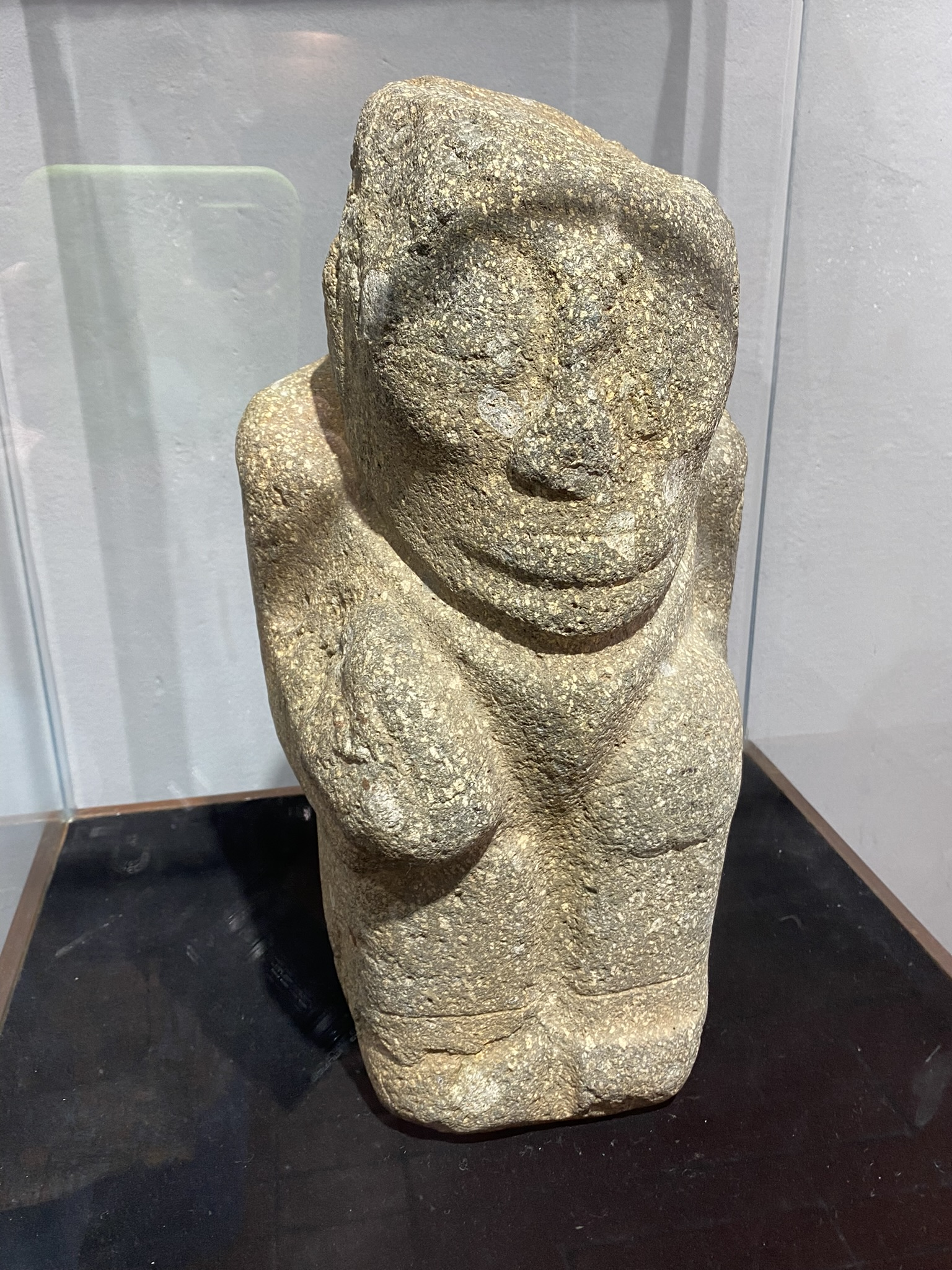